# Utetes albimanus
Utetes albimanus är en stekelart som först beskrevs av Szepligeti 1905.  Utetes albimanus ingår i släktet Utetes och familjen bracksteklar. Inga underarter finns listade i Catalogue of Life.